# Prądy (Strzebiń)
Prądy (niem. Prondy) – część wsi Strzebiń w Polsce, położona w województwie śląskim, w powiecie lublinieckim, w gminie Koszęcin.
Według danych gminy, Prądy mają 173 mieszkańców oraz wchodzą do sołectwo Strzebiń.
W latach 1975–1998 Prądy położone były w województwie częstochowskim.
Prądy leżą przy drodze wojewódzkiej nr 906 z Zawiercia do Lublińca. Jest położona ok. 1 km od Strzebinia.
Urodził się tutaj śląski poeta i działacz ludowy Juliusz Ligoń. Na pamiątkę jego urodzin w tej miejscowości postawiony został pomnik na jego cześć.
Do lat 90. XX wieku działał tu zakład produkujący paszę, obecnie jest w stanie rozbiórki.
W administracji Kościoła katolickiego Prądy podlegają pod parafię Trójcy Świętej w Koszęcinie, w której kościele znajdują się obrazy przedstawiające historię kościoła z opisem samego Ligonia.